# Wera Witaljewna Glagolewa

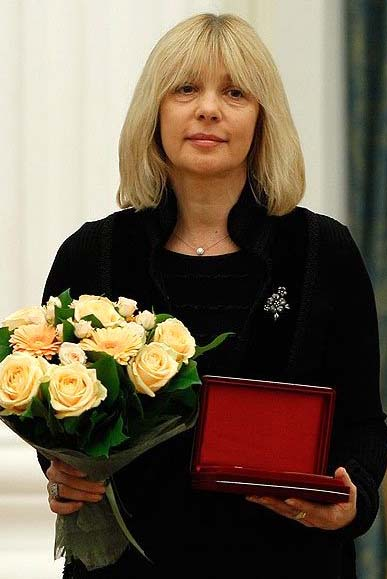
Wera Glagolewa bei ihrer Ehrung als Volkskünstlerin Russlands 2011

Wera Witaljewna Glagolewa (russisch Ве́ра Вита́льевна Глаго́лева, engl. Transkription Vera Vitalyevna Glagoleva; * 31. Januar 1956 in Moskau; † 16. August 2017 in Baden-Baden) war eine sowjetisch/russische Theater- und Filmschauspielerin, Drehbuchautorin und Regisseurin.

## Leben
Glagolewa studierte an der GITIS in Moskau.
Ihre Karriere als Filmschauspielerin begann 1975 mit dem Film To the End of the World, bei dem ihr späterer Ehemann Rodion Nachapetow Regie führte. Insgesamt hat sie in über 40 Filmen als Schauspielerin mitgewirkt. Ihr Debüt als Regisseurin gab sie 1990 mit dem Film Broken Light (Сломанный свет).
2014 kam ihr Film Two Women nach dem Theaterstück Ein Monat auf dem Land von Iwan Turgenjew in die russischen Kinos. Der Film ist eine russisch-französische Koproduktion mit einer überwiegend russischen Besetzung sowie mit Ralph Fiennes und Sylvie Testud und einigen Westeuropäern in kleineren Nebenrollen. Der Film wurde außerhalb Russlands bisher nur auf einigen Filmfestivals gezeigt, wie dem Honfleur Russian Film Festival in Frankreich, dem Festival des Films de Russie et d'Ailleurs in Genf oder dem  Trieste Film Festival.
Ihre Filme, die in Russland mehrfach ausgezeichnet wurden, kamen bis auf Ein Regenschirm für Verliebte in Deutschland nicht in die Kinos, sondern wurden nur auf Filmfestivals gezeigt.
Glagolewa war in erster Ehe mit dem Schauspieler und Regisseur Rodion Nachapetow verheiratet, mit dem sie zwei Töchter hat. Eine dritte Tochter entstammt ihrer Ehe mit Kirill Schubski.
Sie starb am 16. August 2017 nach einem langen Krebsleiden.

## Filme (Auswahl)
Schauspieler
- 1986: Ein Regenschirm für Verliebte (Зонтик для новобрачных)

Regie
- 2007: Ferris Wheel (Чёртово колесо)
- 2009: One War (Одна война)
- 2014: Two Women (Две женщины)

## Preise und Auszeichnungen
- 1996: Verdienter Künstler Russlands
- 2010: Grand Prix Sofia International Film Festival für One War
- 2010: Grand Prix und Zuschauerpreis Festival du Cinéma Russe à Honfleur, Frankreich für One War
- 2011: Volkskünstlerin Russlands
- 2014 Grand Prix International Slavic film festival Golden Vityaz, Sewastopol, für Two Women[3]